# Scopula steinbacherei
Scopula steinbacherei är en fjärilsart som beskrevs av Louis Beethoven Prout 1935. Scopula steinbacherei ingår i släktet Scopula och familjen mätare. Inga underarter finns listade.